# Chapütschin
Chapütschin är en bergstopp i Schweiz.   Den ligger i regionen Prättigau/Davos och kantonen Graubünden, i den östra delen av landet, 200 km öster om huvudstaden Bern. Toppen på Chapütschin är 3 232 meter över havet, eller 104 meter över den omgivande terrängen. Bredden vid basen är 0,31 km.
Terrängen runt Chapütschin är varierad. Närmaste större samhälle är Davos, 17,9 km väster om Chapütschin. 
Trakten runt Chapütschin består i huvudsak av gräsmarker. Runt Chapütschin är det mycket glesbefolkat, med 5 invånare per kvadratkilometer.